# Dole, Žitara vas
Dole (nemško Dullach) je naselje v Občini Žitara vas v Okraju Velikovec na Koroškem v Avstriji.